# Сторхольт, Ян Эгиль
Ян Эгиль Сторхольт (норв. Jan Egil Storholt, 13 февраля 1949, Тронхейм, Норвегия) — норвежский конькобежец, олимпийский чемпион 1976 года, чемпион Европы и рекордсмен мира.
Сторхольт считался большим талантом и надеждой норвежского конькобежного спорта. В 1969 году он стал чемпионом Норвегии среди юниоров. В 1970 году он получил очень тяжелую травму в несчастном случае в шахте, и его конькобежная карьера оказалась под вопросом. Но в 1972 году Сторхольт вновь достиг уровня национальной команды Норвегии.
В 1973 году лучшие норвежские конькобежцы перешли в профессионалы, они не могли участвовать в Олимпийских играх. Сторхольт стал одним из сильнейших среди любителей.
В 1976 году Сторхольт стал бронзовым призёром чемпионата Европы.
Наибольшего успеха Ян Эгил Сторхольт добился в 1976 году на зимних Олимпийских играх в Инсбруке. Сторхольт выиграл золотую медаль на дистанции 1500 метров.
В 1977 и 1979 годах Сторхольт становится чемпионом Европы в многоборье. В 1977, 1978 и в 1979 годах был серебряным призёром на чемпионате мира, уступив лишь непобедимому американцу Эрику Хайдену.
В 1978 и 1981 годах Сторхольт был третьим на чемпионате Европы, а в 1980 — вторым.
20 марта 1977 года на высокогорном катке «Медео» на матче сборных Норвегии и СССР Сторхольт установил мировые рекорды на дистанции 1500 метров (1.55,18) и в многоборье (163,221).
На зимних Олимпийских играх в Лейк-Плэсиде в 1980 году Сторхольт был знаменосцем норвежской команды, но не выиграл ни одной медали.
Последний успех Сторхольта — третье место в многоборье на чемпионате мира 1981 года в Осло.

## Лучшие результаты
Лучшие результаты Яна Эгила Сторхольта на отдельных дистанциях:
- 500 метров — 38,07 (19 марта 1977 года, Медео)
- 1000 метров — 1:16,77 (3 января 1978 года, Осло)
- 1500 метров — 1:55,18 (20 марта 1977 года, Медео)
- 3000 метров — 4:09,05 (2 марта 1978 года, Инцелль)
- 5000 метров — 7:01,16 (19 марта 1977 года, Медео)
- 10000 метров — 14:49,26 (19 марта 1977 года, Медео)
- Многоборье — 163,221 (19 марта 1977 года, Медео)